# The Mississippi Sheiks
The Mississippi Sheiks was een Amerikaanse bluesband.

## Geschiedenis
Walter Vinson (gitaar) en Lonnie Chatmon (fiddle) vormden de kern van de band. Ze werden vaak ondersteund door leden van hun uitgebreide verwantschap. Te vermelden zijn daarbij vooral de gitaristen Bo Carter (eigenlijk Bo Chatmon) en Sam Chatmon. Ook Memphis Slim behoorde tot de clan. Zijn feitelijke naam was Pete Chatmon.
Oervader van de Chatmon-clan was Henderson Chatmon uit de Mississippi Delta, een voormalige slaaf. Hij bracht zijn talrijke kinderen het spelen van dansmuziek bij op de viool. De Chatmons traden op in verschillende bezettingen als de Chatmon Brothers String Band en gingen ook op tournee, waarbij ze tot Chicago gingen. Ze speelden alle soorten populaire dansmuziek: squaredance, wals, folk en ook de toentertijd net opkomende blues.
Walter Vinson en Lonnie Chatmon maakten in 1928 hun eerste opnamen als The Mississippi Sheiks. De naam werd afgeleid van de populaire film The Sheik van Rudolph Valentino. Later gebruikte ook de rest van de clan deze naam. Tot 1935 namen de Sheiks talrijke nummers op en behoorden ze in Mississippi en Texas tot de topsterren van hun tijd. Tot hun fans telden o.a. Son House, Howlin' Wolf en Muddy Waters. 
In 1935 scheidden de wegen van Walter Vinson en Lonnie Chatmon en leidden daardoor het einde van The Mississippi Sheiks in. Vinson trad vanaf dan op als Walter Jacobs. Lonnie formeerde met zijn broer Sam de Chatmon Brothers. Lonnie Chatmon trok zich terug uit de muziekbusiness en overleed rond 1943. Walter Vinson probeerde tijdens de jaren 1960 zonder groot succes The Mississippi Sheiks weer nieuw leven in te blazen. Hij overleed in 1975. Sam Chatmon kon beter gebruik maken van de bluesrevival en was tot aan zijn overlijden in 1983 tamelijk succesvol. Bo Carter was de meest succesvolle solist van de Mississippi Sheiks na hun ontbinding. Tijdens de jaren 1940 werd hij blind. Hij overleed totaal verarmd in 1964.
In 2008 werden The Mississippi Sheiks opgenomen in de Blues Hall of Fame.